# Psammophilus dorsalis
Psammophilus dorsalis е вид влечуго от семейство Агамови (Agamidae). Видът не е застрашен от изчезване.

## Разпространение
Разпространен е в Индия (Андхра Прадеш, Бихар, Карнатака, Керала, Тамил Наду и Чхатисгарх).